# 가미카와베촌 (히로시마현)
가미카와베촌(上川辺村)은 일본 히로시마현 미쓰기군에 설치되었던 촌이다. 현재의 오노미치시의 일부에 해당한다.